# Курбанов, Соиб
Соиб Курбанов (узб. Soib Qurbonov; 3 февраля 1988 года, Узбекистан) — узбекский дзюдоист, выступающий в весовой категории до 100 кг. Участник XXXI Летних Олимпийских игр, призёр Чемпионата Азии по дзюдо, призёр этапов Гран-при по дзюдо, призёр Азиатских игр и Всемирной Универсиады.

## Карьера
В 2013 году на Чемпионате мира по дзюдо в Рио-де-Жанейро (Бразилия) в весовой категории до 100 кг в борьбе за бронзовую медаль проиграл немецкому дзюдоисту Дмитрию Петерсу. На Летней Всемирной Универсиаде в Казани (Россия) в весовой категории до 100 кг завоевал бронзовую медаль.
В 2014 году на Летних Азиатских играх в Инчхоне (Республика Корея) в командных состязаниях вместе со сборной Узбекистана завоевал бронзовую медаль. В 2015 году на этапе Гран-при по дзюдо в Ташкенте завоевал бронзовую медаль.
В 2016 году на Чемпионате Азии по дзюдо в Ташкенте в весовой категории до 100 кг завоевал серебряную медаль, проиграв в финале турнира олимпийскому чемпиону монгольскому дзюдоисту Найдангийн Тувшинбаяру. На этапе Гран-при по дзюдо в Будапеште (Венгрия) в весовой категории до 100 кг в финале проиграл нидерландцу Мишелю Коррелу, а на этапе в Ташкенте завоевал золотую медаль выиграв в финале у азербайджанца Джалила Шукурова. На Летних Олимпийских играх в Рио-де-Жанейро (Бразилия) в весовой категории до 100 кг в первом раунде проиграл чемпиону Европы украинскому дзюдоисту Артёму Блошенко.